# Flóra Molnár
Flóra Molnár, född 2 mars 1998, är en ungersk simmare.
Molnár tävlade för Ungern vid olympiska sommarspelen 2016 i Rio de Janeiro, där hon blev utslagen i försöksheatet på 50 meter frisim.